# Afro-dite
Le Afro-dite sono un girl group svedese formato nel 2002 e composto da Gladys del Pilar, Blossom Tainton Lindquist e Jessica Folcker, quest'ultima in sostituzione a Kayo Shekoni dal 2015.
Hanno rappresentato la Svezia all'Eurovision Song Contest 2002 con il brano Never Let It Go.

## Carriera
Le Afro-dite si sono formate in occasione di Melodifestivalen 2002, il principale festival musicale svedese che funge anche da processo di selezione per il rappresentante eurovisivo, dove si sono presentate con il brano Never Let It Go. Nella finale del 1º marzo sono risultate di gran lunga le preferite dalle giurie e hanno vinto anche il voto del pubblico, ottenendo di diritto la possibilità di rappresentare la Svezia all'Eurovision Song Contest 2002. Il singolo ha raggiunto la vetta della classifica dei singoli più venduti in Svezia tre settimane dopo. All'Eurovision, che si è tenuto il 25 maggio 2002 a Tallinn, hanno totalizzato 72 punti e si sono piazzate all'8º posto su 24 partecipanti. Hanno ricevuto il massimo dei punti dalla Bosnia ed Erzegovina. Nella stessa settimana del contest è uscito il loro album, anch'esso intitolato Never Let It Go, che ha raggiunto il 7º posto nella classifica svedese.
Si sono ripresentate a Melodifestivalen l'anno successivo cantando Aqua Playa, e si sono classificate settime nella finale. Il brano ha ottenuto un discreto successo commerciale, piazzandosi al 30º posto nella classifica svedese dei singoli.
Dopo una pausa a fine anni 2000, le Afro-dite sono tornate nel 2011 con il singolo I Am What I Am in collaborazione con Jonas Hedqvist, scritto per il gay pride di Stoccolma di quell'anno. L'anno successivo si sono presentante a Melodifestivalen 2012 con The Boy Can Dance, ma sono state eliminate durante la prima semifinale. Nel 2015 Kayo Shekoni ha lasciato il gruppo ed è stata rimpiazzata da Jessica Folcker.

## Membri
- Gladys del Pilar (Guayaquil, 11 ottobre 1967)
- Blossom Tainton Lindquist (Stoccolma, 29 giugno 1962)
- Jessica Folcker (Täby, 9 luglio 1975)

Precedenti
- Kayo Shekoni (Stoccolma, 17 aprile 1964) – fino al 2015

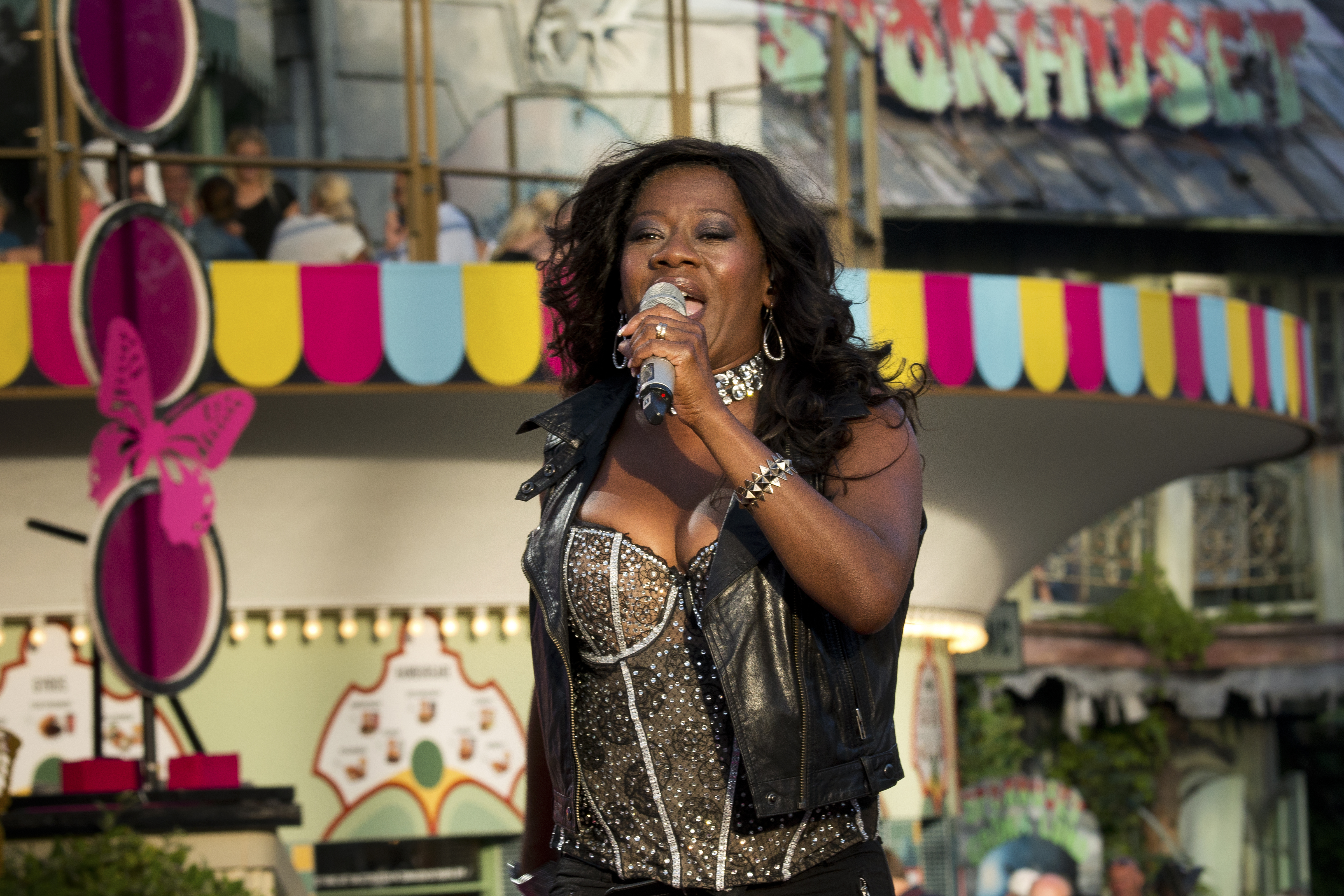
Gladys Del Pilar
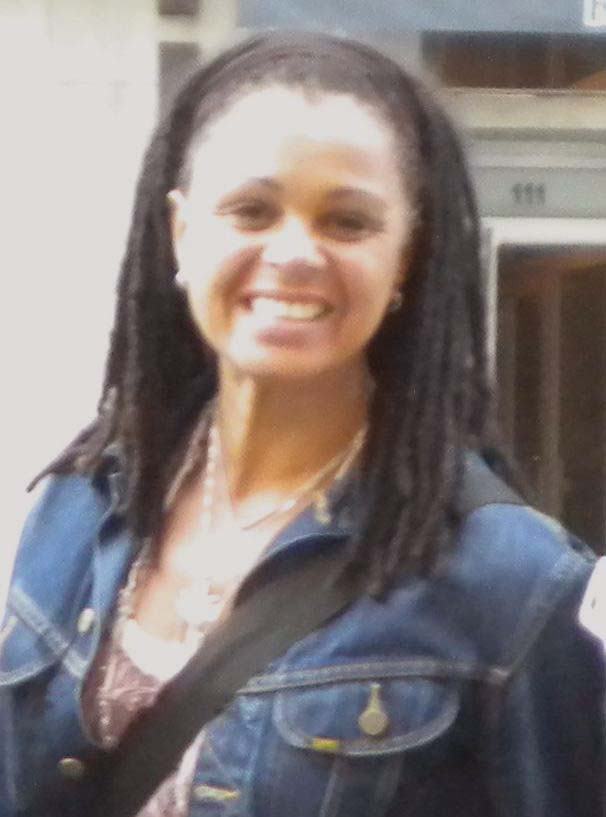
Blossom Tainton
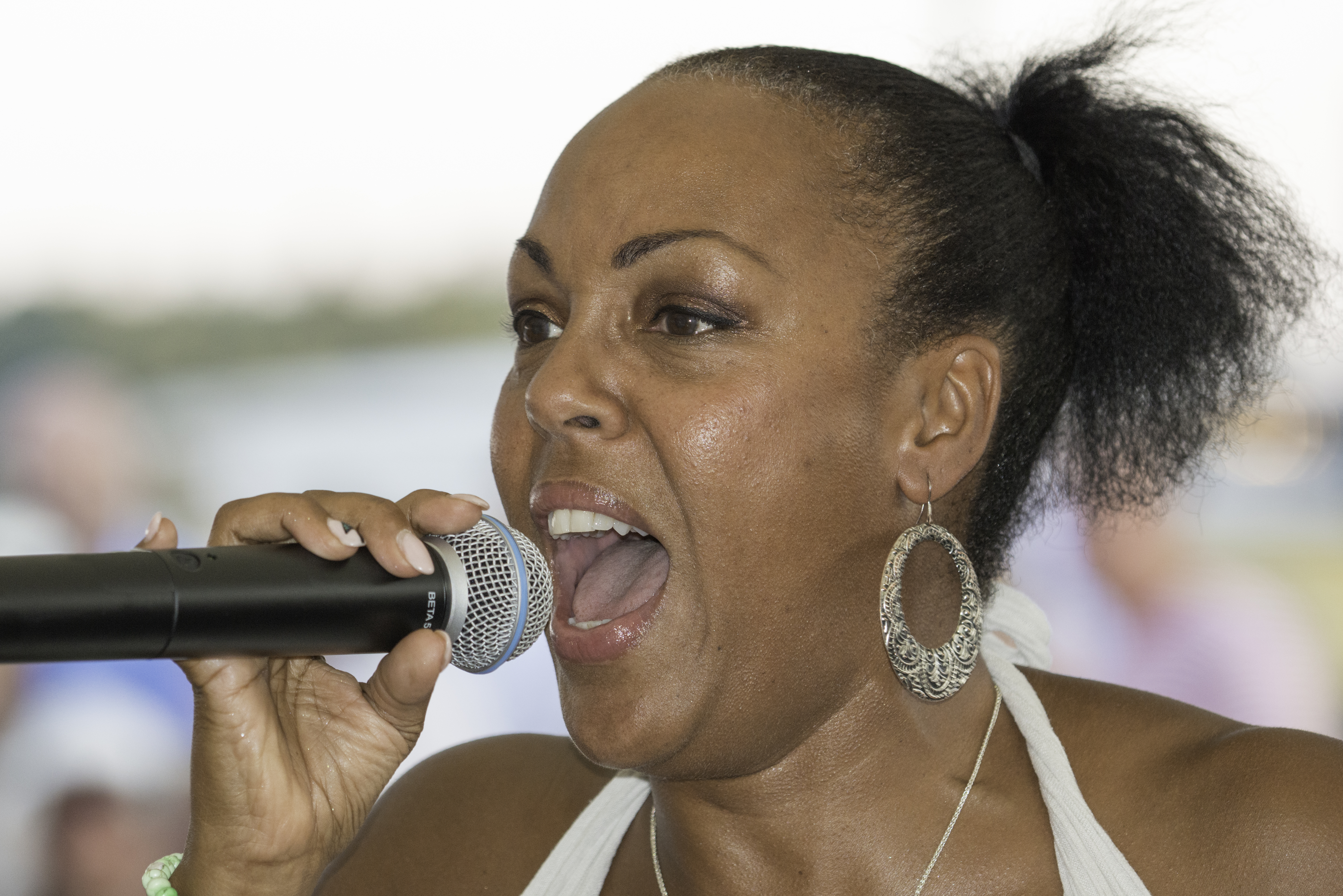
Kayo Shekoni

## Discografia

### Album
- 2002 - Never Let It Go

### EP
- 2007 - Afro-dite

### Singoli
- 2002 - Never Let It Go
- 2002 - Turn It Up
- 2002 - Rivers of Joy
- 2003 - Aqua Playa
- 2008 - Fly Fly Baby Fly
- 2011 - I Am What I Am (con Jonas Hedqvist)
- 2012 - The Boy Can Dance